# Sphaerolana karenae
Sphaerolana karenae é uma espécie de crustáceo da família Cirolanidae.
É endémica do México.